# Gypona sanguineosparsa
Gypona sanguineosparsa är en insektsart som beskrevs av Carl Stål 1854. Gypona sanguineosparsa ingår i släktet Gypona och familjen dvärgstritar. Inga underarter finns listade i Catalogue of Life.